# Igor Semsjov
Igor Petrovitj Semsjov (på russisk Игорь Петрович Семшов) (født 6. april 1978 i Moskva, Sovjetunionen) er en russisk tidligere fodboldspiller. Han spillede blandt andet for de to hovedstadsklubber CSKA Moskva og Dynamo Moskva.

## Landshold
Semsjov nåede i sin tid som landsholdspiller (2002-2012) at spille 57 kampe og score 3 mål for det russiske landshold, som han debuterede for i 2002. Han var efterfølgende en del af den russiske trup til både VM i 2002, EM i 2004 samt til EM i 2008.